# Persona non grata
Persona non grata je latinska besedna zveza, ki navadno označuje osebo, ki ni zaželena oz. dobrodošla v določeni državi zaradi nasprotovanja oblasti. Lahko pomeni tudi samo osebo, ki ni priljubljena ali sprejeta v svoji okolici.